# Eryk (arcybiskup Magdeburga)
Eryk (ur. ok. 1245, zm. 21 grudnia 1295) – arcybiskup Magdeburga od 1283 z dynastii askańskiej.
Był synem margrabiego brandenburskiego na Stendal Jana I i Zofii, córki króla duńskiego Waldemara II Zwycięskiego. Od dzieciństwa był przeznaczony do stanu duchownego i szybko zaczął karierę (od 1264 kanonik w Halberstadt, od 1267 prepozyt tamtejszego kościoła św. Bonifacego, wspominany jest też jako kanonik w Kolonii). W 1264 próbował objąć stanowisko kanonika w Magdeburgu, co udało mu się w 1270. W 1277 poniósł porażkę przy próbie objęcia stanowiska arcybiskupa magdeburskiego – wystąpiło przeciwko niemu tamtejsze mieszczaństwo. Wywołało to wojnę między Magdeburgiem a braćmi Eryka, margrabiami brandenburskimi. Dopiero w 1282 doszło do ugody mieszczan z Erykiem i ten ostatni mógł objąć stanowisko arcybiskupie. 
Jako arcybiskup współpracował ze swymi braćmi i kuzynami, margrabiami brandenburskimi (musiał jednak zrzec się na ich rzecz praw arcybiskupich do Lubusza).